# 페이티엠
페이티엠(Paytm, pay through mobile의 준말)은 노이다에 위치한 인도의 디지털 결제 및 금융 서비스 기업이다. 2010년 원97 커뮤니케이션스의 Vijay Shekhar Sharma에 의해 설립되었다. 이 기업은 소비자들에게 모바일 결제 서비스를 제공하며 상인들이 QR 코드, 판매 시점 정보 관리, 온라인 전자지급결제대행서비스를 통한 결제를 할 수 있게 한다.